# セロビオースデヒドロゲナーゼ (受容体)
セロビオースデヒドロゲナーゼ (受容体)（cellobiose dehydrogenase (acceptor)）は、次の化学反応を触媒する酸化還元酵素である。
セロビオース + 受容体 {\displaystyle \rightleftharpoons } セロビオノ-1,5-ラクトン + 還元型受容体
反応式の通り、この酵素の基質はセロビオースと受容体、生成物はセロビオノ-1,5-ラクトンと還元型受容体である。補因子としてFADが用いられるがほとんどの場合、ヘムとFADの両方が使われる。
組織名はcellobiose:acceptor 1-oxidoreductaseで、別名にcellobiose dehydrogenase, cellobiose oxidoreductase, Phanerochaete chrysosporium cellobiose oxidoreductase, CBOR, cellobiose oxidase, cellobiose:oxygen 1-oxidoreductase, CDH, cellobiose:(acceptor) 1-oxidoreductaseがある。